# 炭坑 (1931年の映画)
『炭坑』（たんこう、原題：Kameradschaft（ドイツ語）、La Tragédie de la mine（フランス語）、Comradeship（英語））は、1931年に制作されたドイツとフランスの合作映画である。
32年度キネマ旬報ベストテン4位。

## キャスト
- カスパー - ドイツ人炭鉱夫：アレクサンダー・グラナック
- ウィットコップ - ドイツ人炭鉱夫：エルンスト・ブッシュ
- カプラン - ドイツ人炭鉱夫：グスタフ・プッティヤー
- ジャン・ルクレール - フランス人炭鉱夫：ダニエル・マンダイユ
- フランソワズ - ジャンの妹：アンドレ・デュクレ
- ジョルジュ - フランスの炭鉱夫の少年：ピエール・ルイ
- アルベール - フランスの炭鉱夫：マルセル・レシュール
- エンジニア：ジョルジュ・トゥレイユ
- ワイルダラー - ドイツ人炭鉱夫：フリッツ・カンパース
- アンナ・ウィットコップ - ウィットコップの妻：エリザベート・ウェント
- 職長 - ドイツ人炭鉱夫：オスカー・ホッカー
- エミール - フランスの炭鉱夫でフランソワズの恋人：ジョルジュ・シャルリア
- 老坑夫ジャック - ジョルジュの祖父：アレックス・ベルナール
- ローズ：アルベールの妻：エレナ・マンソン

## スタッフ
- 監督：G・W・パブスト
- 脚本：ラディスラウス・ヴァイダ、カール・オッテン、ピーター・マーティン・ランペル
- 原案：カール・オッテン
- 撮影：F・A・ヴァーグナー、ロベルト・バベルスケ
- 美術：エルネ・メッツナー、カール・フォルブレヒト

## 製作
原作者のカール・オッテンは1906年にドイツとフランスの国境に接した石炭の産出地として名高いザール地方で実際に起こった炭鉱事故を元にしている。